# Maricourt
Maricourt és un municipi francès al departament del Somme, a la regió dels Alts de França. L'any 2007 tenia 155 habitants.

## Demografia

### Població

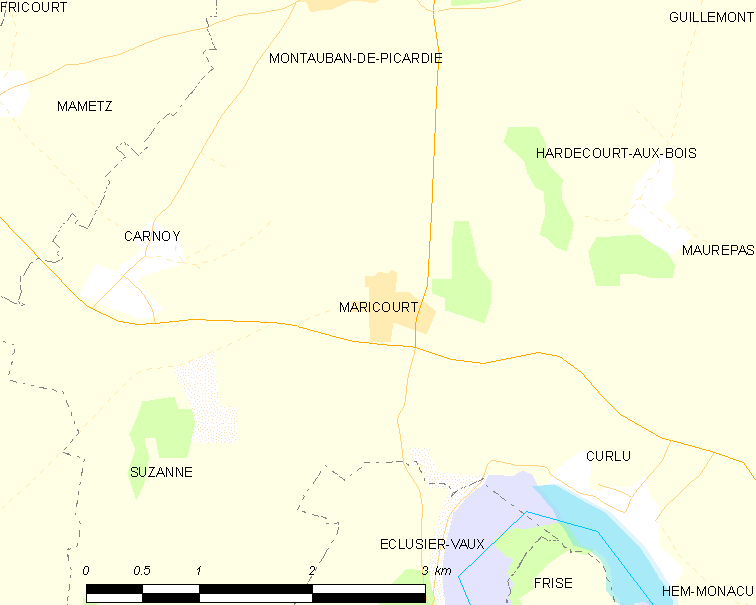
mapa del municipi

El 2007 la població de fet de Maricourt era de 155 persones. Hi havia 58 famílies de les quals 12 eren unipersonals (4 homes vivint sols i 8 dones vivint soles), 23 parelles sense fills, 19 parelles amb fills i 4 famílies monoparentals amb fills.
La població ha evolucionat segons el següent gràfic:
Habitants censats

### Habitatges
El 2007 hi havia 79 habitatges, 65 eren l'habitatge principal de la família, 10 eren segones residències i 5 estaven desocupats. Tots els 79 habitatges eren cases. Dels 65 habitatges principals, 57 estaven ocupats pels seus propietaris, 4 estaven llogats i ocupats pels llogaters i 4 estaven cedits a títol gratuït; 9 tenien tres cambres, 13 en tenien quatre i 43 en tenien cinc o més. 46 habitatges disposaven pel capbaix d'una plaça de pàrquing. A 29 habitatges hi havia un automòbil i a 33 n'hi havia dos o més.

### Piràmide de població
La piràmide de població per edats i sexe el 2009 era:
| Homes | Edats   | Dones |
| ----- | ------- | ----- |
| 0     | 95 o +  | 0     |
| 0     | 90 a 94 | 0     |
| 0     | 85 a 89 | 0     |
| 4     | 80 a 84 | 4     |
| 0     | 75 a 79 | 4     |
| 8     | 70 a 74 | 4     |
| 8     | 65 a 69 | 4     |
| 0     | 60 a 64 | 4     |
| 8     | 55 a 59 | 0     |
| 0     | 50 a 54 | 12    |
| 8     | 45 a 49 | 12    |
| 8     | 40 a 44 | 12    |
| 0     | 35 a 39 | 0     |
| 4     | 30 a 34 | 0     |
| 0     | 25 a 29 | 4     |
| 12    | 20 a 24 | 0     |
| 12    | 15 a 19 | 4     |
| 4     | 10 a 14 | 0     |
| 0     | 5 a 9   | 0     |
| 0     | 0 a 4   | 0     |

## Economia
El 2007 la població en edat de treballar era de 105 persones, 80 eren actives i 25 eren inactives. De les 80 persones actives 72 estaven ocupades (43 homes i 29 dones) i 8 estaven aturades (1 home i 7 dones). De les 25 persones inactives 13 estaven jubilades, 5 estaven estudiant i 7 estaven classificades com a «altres inactius».

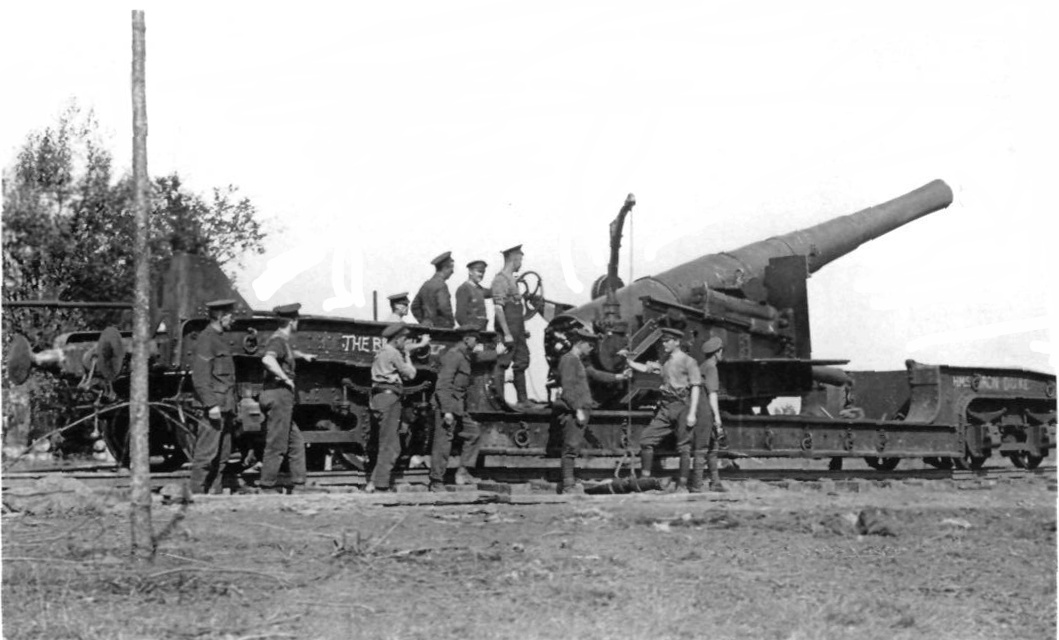

### Ingressos
El 2009 a Maricourt hi havia 64 unitats fiscals que integraven 168 persones, la mediana anual d'ingressos fiscals per persona era de 19.006 €.

### Activitats econòmiques
Dels 8 establiments que hi havia el 2007, 1 era d'una empresa de construcció, 4 d'empreses de comerç i reparació d'automòbils, 1 d'una empresa de transport, 1 d'una empresa d'hostatgeria i restauració i 1 d'una empresa de serveis.
L'únic servei als particulars que hi havia el 2009 era un taller de reparació d'automòbils i de material agrícola.
Dels 2 establiments comercials que hi havia el 2009, 1 era una fleca i 1 una botiga de roba.
L'any 2000 a Maricourt hi havia 11 explotacions agrícoles que ocupaven un total de 720 hectàrees.

## Poblacions properes
El següent diagrama mostra les poblacions més properes.